# Borstenschwanzgras
Das Borstenschwanzgras (Festuca incurva, Syn.: Psilurus incurvus) ist eine Pflanzenart aus der Gattung Schwingel (Festuca) und damit der Familie der Süßgräser (Poaceae). Es darf nicht verwechselt werden mit dem Sichel-Dünnschwanz (Parapholis invurva, Syn.: Lepturus incurvatus). Vgl. die Abbildung.

## Beschreibung
Das Borstenschwanzgras ist ein einjähriges, in kleinen Büscheln wachsendes Gras, das zahlreiche dünne Halme entwickelt, die bis 30 (selten bis 50) Zentimeter hoch werden. Die Blattscheiden sind glatt und kahl. Das Blatthäutchen ist ein 1 Millimeter langer häutiger Saum. Die Blattspreiten sind nur bis 5 Zentimeter lang, schmal und spitz. Die Blütenähre ist bis 20 Zentimeter lang, etwa 1 Millimeter breit und gewöhnlich gebogen. Die Ährchen sind teilweise in die Ährenspindel eingesenkt. Die Ährchen sind einblütig und (ohne die Granne) etwa 5 Millimeter lang. Die untere Hüllspelze ist nur beim obersten Ährchen ausgebildet, die obere Hüllspelze ist zu einer 1 Millimeter langen Schuppe verkümmert. Die Deckspelze ist dreinervig, gekielt, derbhäutig und an der Spitze mit einer 3–6 Millimeter langen Granne versehen. Es ist nur 1 Staubblatt vorhanden.
Die Chromosomenzahl ist 2n = 28.

## Verbreitung
Das Borstenschwanzgras kommt vom Mittelmeergebiet bis Zentralasien und Pakistan vor. In Europa hat die Art ursprüngliche Vorkommen in den Ländern Portugal, Spanien, Frankreich, Italien, im früheren Jugoslawien, in Albanien, Griechenland, Bulgarien, Rumänien, in der Türkei, in der Krim und auf Zypern. In Deutschland wurde die Art nur selten unbeständig eingeschleppt.

## Taxonomie
Das Borstenschwanzgras wurde 1762 von Antoine Gouan unter dem Namen Nardus incurva in Hortus Regius Monspeliensis..., S. 33 erstbeschrieben. Es wurde erst 2014 von Walter Gutermann in die Gattung Festuca gestellt. Synonyme von Festuca incurva (Gouan) Gutermann sind: Psilurus incurvus (Gouan) Schinz & Thell., Nardus aristata L., Rottboellia monandra Cav., Psilurus nardoides Trin. und Asprella aristata (L.) Kuntze.